# エトムント・ヴァイス

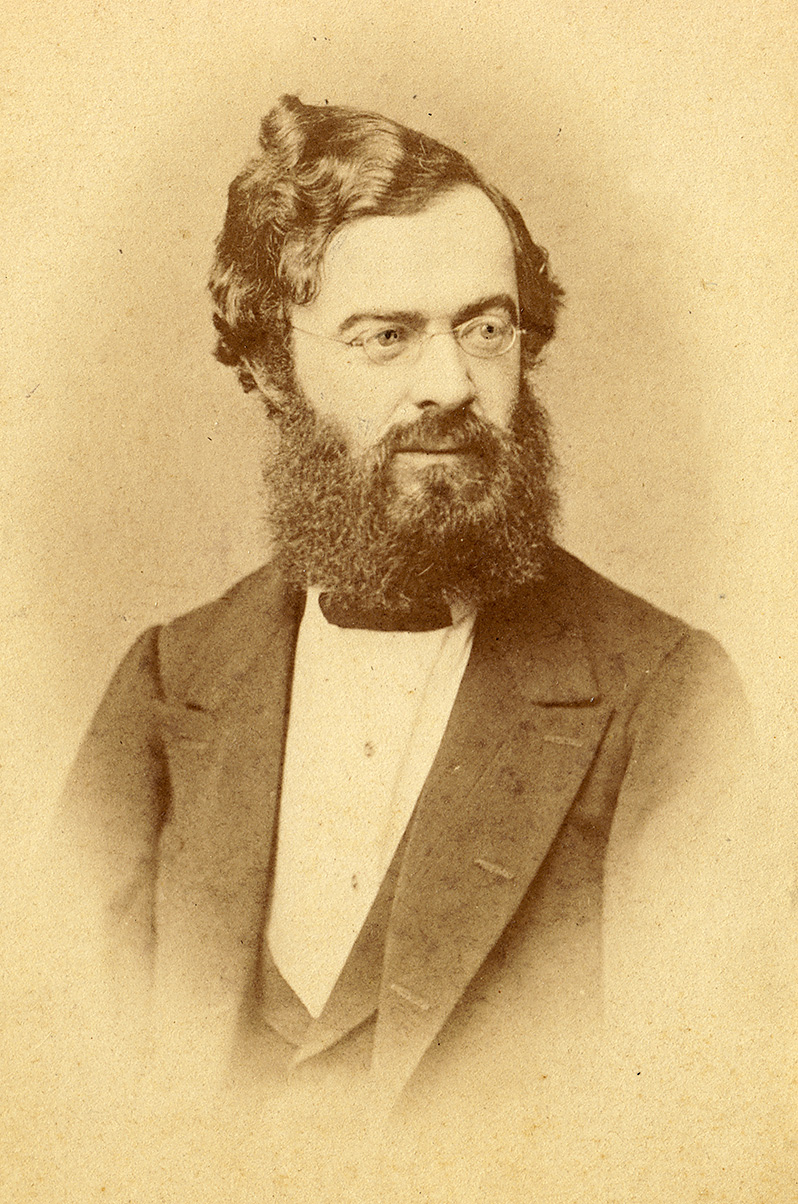
エトムント・ヴァイス

エトムント・ヴァイス（Edmund Weiß、1837年8月26日 – 1917年6月21日）は、オーストリアの天文学者。

## 経歴
現在のチェコ、ボヘミア地方のイェセニーク（Jeseník）に生まれた。1869年にウィーン大学の教授となり、1878年ウィーン天文台の所長となった。オーストリア測量委員会の委員長も務めた。
1859年から1909年の間、天文雑誌『アストロノミシェ・ナハリヒテン』（Astronomische Nachrichten）に彗星観測記録など多くの論文を発表した。ビエラ彗星とアンドロメダ座流星群など、彗星の軌道と流星群の軌道の一致することを発見した。1892年にドイツ語の星図『Atlas der Sternwelt』を出版した。

## 余談
月のクレーター（ヴァイス Weiss）に命名されている。